# Liste des sénateurs de la Mayenne
Cette page présente la liste des sénateurs de la Mayenne depuis la Troisième République.

## Ve République

### Mandature 2023-2029
Depuis le 24 septembre 2023
| Sénateur              |  | Parti | Premier mandat |
| --------------------- |  | ----- | -------------- |
| Élisabeth Doineau     |  | UDI   | 2014           |
| Guillaume Chevrollier |  | LR    | 2017           |

- 2 sénateurs élus selon un mode de scrutin majoritaire plurinominal pour 6 ans.

### Mandature 2017-2023
Depuis le 24 septembre 2017
| Sénateur              |  | Parti | Premier mandat |
| --------------------- |  | ----- | -------------- |
| Élisabeth Doineau     |  | UDI   | 2014           |
| Guillaume Chevrollier |  | LR    | 2017           |

- 2 sénateurs élus selon un mode de scrutin majoritaire plurinominal pour 6 ans.

### Mandature 2011-2017
Depuis le 25 septembre 2011
| Sénateur           |  | Parti | Premier mandat |
| ------------------ |  | ----- | -------------- |
| Jean Arthuis       |  | AC    | 1983           |
| Élisabeth Doineau  |  | UDI   | 2014           |
| François Zocchetto |  | AC    | 2001           |

- 2 sénateurs élus selon un mode de scrutin majoritaire plurinominal pour 6 ans.
- Élisabeth Doineau remplace Jean Arthuis en 2014 à la suite de l'élection comme député européen de celui-ci.

### Mandature 2001-2011
Depuis le 23 septembre 2001
| Sénateur           |  | Parti | Premier mandat |
| ------------------ |  | ----- | -------------- |
| Jean Arthuis       |  | UDF   | 1983           |
| François Zocchetto |  | UDF   | 2001           |

- 2 sénateurs élus selon un mode de scrutin majoritaire plurinominal pour 9 ans.

### Mandature 1992-2001
Depuis le 27 septembre 1992
| Sénateur          |  | Parti   | Premier mandat |
| ----------------- |  | ------- | -------------- |
| Jean Arthuis      |  | UDF     | 1983           |
| Georges Dessaigne |  | UDF-CDS | 1986           |
| René Ballayer     |  | UDF     | 1974           |

- 2 sénateurs élus selon un mode de scrutin majoritaire plurinominal pour 9 ans.
- Georges Dessaigne remplace Jean Arthuis en 1995 à la suite de la nomination au gouvernement de celui-ci.

### Mandature 1983-1992
Depuis le 25 septembre 1983
| Sénateur          |  | Parti | Premier mandat |
| ----------------- |  | ----- | -------------- |
| Jean Arthuis      |  | UDF   | 1983           |
| Georges Dessaigne |  | UDF   | 1986           |
| René Ballayer     |  | UDF   | 1974           |

- 2 sénateurs élus selon un mode de scrutin majoritaire plurinominal pour 9 ans.
- Georges Dessaigne remplace Jean Arthuis en 1986 à la suite de la nomination au gouvernement de celui-ci.

### Mandature 1974-1983
Depuis le 22 septembre 1984
| Sénateur       |  | Parti | Premier mandat |
| -------------- |  | ----- | -------------- |
| Raoul Vadepied |  | CDP   | 1965           |
| René Ballayer  |  | CD    | 1974           |

- 2 sénateurs élus selon un mode de scrutin majoritaire plurinominal pour 9 ans.

### Mandature 1965-1977
Depuis le 26 septembre 1965
| Sénateur           |  | Parti | Premier mandat |
| ------------------ |  | ----- | -------------- |
| Raoul Vadepied     |  | MRP   | 1965           |
| Lucien de Montigny |  | MRP   | 1965           |

- 2 sénateurs élus selon un mode de scrutin majoritaire plurinominal pour 9 ans.

### Mandature 1959-1965
Depuis le 26 avril 1959
| Sénateur          |  | Parti | Premier mandat |
| ----------------- |  | ----- | -------------- |
| Jacques Delalande |  | RI    | 1959           |
| Francis Le Basser |  | UNR   | 1959           |

- 2 sénateurs élus selon un mode de scrutin majoritaire plurinominal pour 9 ans.

## IVe République

### 1946-1948
- Maurice Brier - SFIO
- Jean Helleu - MRP

### 1948-1955
- Jacques Delalande - RPF
- Francis Le Basser - RPF

### 1955-1959
- Jacques Delalande - Républicains indépendants
- Francis Le Basser - RPF

## IIIe République

### 1876-1879
- Jules Bernard-Dutreil mort le 15 juin 1876 et remplacé par Paul Bernard-Dutreil
- Étienne Duboys Fresney

### 1879-1888
- Gustave Denis
- Étienne Duboys Fresney

### 1888-1897
- Paul Bernard-Dutreil - royaliste
- Paul Le Breton - royaliste

### 1897-1906
- Victor Boissel
- Gustave Denis

### 1899-1906
- Étienne Albert Duboys Fresney (homonyme)

### 1906-1919
- Charles Daniel
- Christian d'Elva
- Étienne Albert Duboys Fresney , mort en 1907, remplacé par Paul Le Breton -royaliste - mort en 1915

### 1920-1924
- Gustave Denis
- Christian d'Elva
- Constant Jouis

### 1924-1933
- Eugène Jamin
- Christian d'Elva mort en 1925 remplacé par Henri de Monti de Rezé
- Gustave Denis mort en 1925 remplacé par Edmond Leblanc

### 1933-1941
- Eugène Jamin mort le 26 octobre 1933 remplacé par Ferdinand Le Pelletier, lui-même mort en 1939
- Edmond Leblanc
- Henri de Monti de Rezé

Tous les parlementaires mayennais ont voté les pleins pouvoirs à Philippe Pétain à l'exception de Henri de Monti de Rezé qui n'a pas pris part au vote.
Vote des pleins pouvoirs à Philippe Pétain le 10 juillet 1940#N.27ont pas pu prendre part au vote